# Прери-Крик (Арканзас)
Прери-Крик (англ. Prairie Creek, Arkansas) — статистически обособленная местность, расположенная в округе Бентон (штат Арканзас, США) с населением в 1849 человек по статистическим данным переписи 2000 года.

## География
По данным Бюро переписи населения США статистически обособленная местность Прери-Крик имеет общую площадь в 11,14 квадратных километров, водных ресурсов в черте населённого пункта не имеется.
Статистически обособленная местность Прери-Крик расположена на высоте 428 метров над уровнем моря.

## Демография
По данным переписи населения 2000 года в Прери-Крик проживало 1849 человек, 607 семей, насчитывалось 832 домашних хозяйств и 914 жилых домов. Средняя плотность населения составляла около 167 человек на один квадратный километр. Расовый состав Прери-Крик по данным переписи распределился следующим образом: 97,35 % белых, 0,16 % — чёрных или афроамериканцев, 0,92 % — коренных американцев, 0,22 % — азиатов, 0,11 % — выходцев с тихоокеанских островов, 1,03 % — представителей смешанных рас, 0,22 % — других народностей. Испаноговорящие составили 0,92 % от всех жителей статистически обособленной местности.
Из 832 домашних хозяйств в 18,4 % — воспитывали детей в возрасте до 18 лет, 67,2 % представляли собой совместно проживающие супружеские пары, в 3,1 % семей женщины проживали без мужей, 27,0 % не имели семей. 22,8 % от общего числа семей на момент переписи жили самостоятельно, при этом 10,3 % составили одинокие пожилые люди в возрасте 65 лет и старше. Средний размер домашнего хозяйства составил 2,22 человек, а средний размер семьи — 2,59 человек.
Население статистически обособленной местности по возрастному диапазону по данным переписи 2000 года распределилось следующим образом: 17,1 % — жители младше 18 лет, 3,5 % — между 18 и 24 годами, 20,3 % — от 25 до 44 лет, 32,2 % — от 45 до 64 лет и 26,9 % — в возрасте 65 лет и старше. Средний возраст жителей составил 51 год. На каждые 100 женщин в Прери-Крик приходилось 94,6 мужчин, при этом на каждые сто женщин 18 лет и старше приходилось 92,1 мужчин также старше 18 лет.
Средний доход на одно домашнее хозяйство в статистически обособленной местности составил 59 000 долларов США, а средний доход на одну семью — 61 709 долларов. При этом мужчины имели средний доход в 52 969 долларов США в год против 30 852 доллара среднегодового дохода у женщин. Доход на душу населения в статистически обособленной местности составил 37 355 долларов в год. 2,3 % от всего числа семей в округе и 4,5 % от всей численности населения находилось на момент переписи населения за чертой бедности, при этом 8,1 % из них были моложе 18 лет и 3,5 % — в возрасте 65 лет и старше.